# Rubén Gorospe
Ruben Gorospe Artabe (Mañaria, 1º giugno 1964) è un ex ciclista su strada e dirigente sportivo spagnolo.
Professionista dal 1985 al 1994, vinse una tappa alla Vuelta a Asturias nel 1989 ed ebbe alcune altre affermazioni minori.
Dopo il ritiro dalle corse divenne direttore sportivo prima della Euskaltel-Euskadi, storica formazione basca attiva dalla fine degli anni novanta fino agli inizi del secondo decennio del nuovo millennio, per poi dirigere la Café Baqué, squadra nella quale aveva militato da dilettante.
Anche suo fratello maggiore Julián fu un ciclista professionista che corse nella sua stessa epoca e nelle stesse formazioni.

## Palmares
- 1984 (Café Baqué, una vittoria)

Santikutz Klasika
- 1989 (Reynolds, una vittoria)

1ª tappa Vuelta a Asturias (Gijón > Gijón)

### Altri successi
- 1985 (Reynolds, una vittoria)

San Fausto de Durango (criterium)
- 1988 (Reynolds, una vittoria)

Trofeo Villa de Durango (criterium)
1994 (Euskaltel, una vittoria)
Subida al Txitxarro

## Piazzamenti

### Grandi Giri
- Giro d'Italia

1991: 40º
1992: ritirato (alla ?ª tappa)
- Tour de France

1987: (alla 21ª tappa)
- Vuelta a España:

1987: 58º
1988: 65º
1989: 85º
1994: ritirato (alla ?ª tappa)